# Майер, Август
Август Майер (нем. August Meier; 8 октября 1900, Майнц, Германская империя — 13 мая 1960, Байройт, ФРГ) —  оберштурмбаннфюрер СС, руководитель айнзацкоманды 5 и зондеркоманды 4b, входивших в состав айнзацгруппы C.

## Биография
Август Майер родился 8 октября 1900 года в семье полицейского служащего. Посещал коммерческое училище и получил торговое образование. В 1918 году принимал участие в Первой мировой войне, служил в 27-м артиллерийскому полку. С 1 апреля 1922 года служил в охранной полиции в Гессене. 1 июня 1925 года был переведён в полицейские ведомство в Майнце. 1 мая 1933 года вступил в НСДАП (билет № 2019775) и 15 сентября 1933 года был зачислен в ряды СС (№ 73073). В 1934 году поступил на службу в аппарат СД. С 1936 года был руководителем секции СД в Висбадене. В 1938 году в звании штурмбаннфюрера СС стал начальником секции СД в Троппау. В 1941 году стал советником руководителя реферата II C4 в Главном управлении имперской безопасности, ведающего экономическими вопросами. В том же году возглавил секцию СД в Лигнице.
В июне 1941 года был назначен начальником 3-го отдела в штабе айнзацгруппы B. С июля по сентябрь 1941 года был офицером связи с высшим руководителем СС и полиции на Украине в штабе айнзацгруппы C. 5 сентября 1941 года стал руководителем айнзацкоманды 5 в составе айнзацгруппы C, действовавшей на Украине. С сентября по февраль 1942 года его подразделение уничтожило около 10 000 евреев в районе Киева.
Впоследствии служил в штабе полиции безопасности в Киеве. С 5 июля по ноябрь 1942 года возглавлял зондеркоманду 4b в составе айнзацгруппы C. Кроме того, принимал участие в деятельности организации Цеппелин. В Сталинграде заразился сыпным тифом и малярией. Майер был эвакуирован и отправлен в больницу, где лечился до мая 1943 года. В июне 1943 года стал командиром полиции безопасности и СД в Лиможе. В октябре 1944 был назначен начальником команды особого назначения № 2, действующей в районе Данцига.

### После войны
После окончания войны работал в городской администрации в Мильтенберге. 5 сентября 1949 года был арестован и экстрадирован во Францию. 27 июня 1952 года военный трибунал в Бордо приговорил его к 20 годам трудовых лагерей. 18 января 1956 года был освобождён по состоянию здоровья. Осенью 1959 года был вызван на допрос в прокуратору при земельном суде Ашаффенбурга и арестован. В мае 1960 года, находясь в заключении, покончил жизнь самоубийством.